# Мерритт, Арис
Арис Мерритт (англ. Aries Merritt; род. 24 июля 1985 года) — американский легкоатлет, который специализируется в беге на 110 метров с барьерами, действующий рекордсмен мира на этой дистанции — 12,80 с. Олимпийский чемпион 2012 года в Лондоне, чемпион мира 2012 года в помещении на дистанции 60 метров с/б с результатом 7,44 с, чемпион мира среди юниоров 2004 года.
На чемпионате мира 2009 года не смог выйти в финал. На мировом первенстве в Тэгу занял 5-е место. Неоднократный победитель чемпионата США и национальной ассоциации студенческого спорта.